# EC 1.6.2
La EC 1.6.2 è una sotto-sottoclasse della classificazione EC relativa agli enzimi. Si tratta di una sottoclasse delle ossidoreduttasi che include enzimi che utilizzano NADH o NADPH come donatori di elettroni e un citocromo come accettore.

## Enzimi appartenenti alla sotto-sottoclasse
| numero EC  | nome accettato               |
| ---------- | ---------------------------- |
| EC 1.6.2.2 | citocromo-b5 reduttasi       |
| EC 1.6.2.4 | NADPH-emoproteina reduttasi  |
| EC 1.6.2.5 | NADPH-citocromo-c2 reduttasi |
| EC 1.6.2.6 | legemoglobina reduttasi      |